# Spring (filme)
Spring (bra: Primavera) é um filme de drama estadunidense de 2014 dirigido e escrito por Justin Benson e Aaron Moorhead. Protagonizado por Lou Taylor Pucci, Nadia Hilker e Francesco Carnelutti, estreou no Festival Internacional de Cinema de Toronto em 5 de setembro de 2014.

## Enredo
Evan é um jovem americano que deixa a Califórnia e se refugia na Europa na esperança de deixar o seu passado para trás. Ele viaja ao longo da costa italiana como mochileiro, mas tudo muda quando para em um idílico vilarejo italiano, onde conhece a sensual e misteriosa Louise, uma estudante de ciências. Um romance começa a florescer entre os dois - mas Evan não demora a perceber que Louise esconde um segredo sombrio e monstruoso que coloca o relacionamento e suas próprias vidas em perigo.

## Elenco
- Lou Taylor Pucci - Evan Russell
- Nadia Hilker - Louise
- Francesco Carnelutti - Angelo
- Nick Nevern - Thomas
- Chris Palko - Bancroft Dawson
- Jonathan Silvestri - Sam
- Jeremy Gardner - Tommy
- Vinny Curran - Mike
- Holly Hawkins - Nicole Russell
- Augie Duke - Jackie
- Vanessa Bednar - Gail
- Shane Brady - Brad